# NGC 2924
NGC 2924 ist eine elliptische Galaxie vom Hubble-Typ E im Sternbild Hydra. Sie ist schätzungsweise 196 Millionen Lichtjahre von der Milchstraße entfernt. Die Entfernungsmessungen basierend auf den Radialgeschwindigkeiten stimmen nicht mit den rotverschiebungsunabhängigen Entfernungsschätzungen von 107 ± 61 Millionen Lichtjahren überein.
Das Objekt wurde am 12. Februar 1836 von John Herschel entdeckt.